# Річард Невілл, 5-й граф Солсбері
Річард Невілл (англ. Richard Neville; 1400 — †31 грудня 1460) — середньовічний політичний та військовий діяч королівства Англія. Учасник Столітньої війни та війни Червоної та Білої троянд, прихильник Йорків.

## Життєпис
Походив зі старовинного англо-номарндського роду Невіллів. Був третім сином Ральфа Невілла, 1-го графа Вестморленда, та його другої дружини Джоан Бофор (доньки герцога Джона Гентського). Народився 1400 року в родинному замку Ребі. Здобув класичну освіту, переважно спрямовано на засвоєння військових вмінь. також допомагав батькові, який був хранителем (очільником) Західної Шотландської марки.
1420 року призначається хранителем західної Шотландської марки, що надало дохід в 1,5 тис. фунтів стерлінгів на рік. На цій посаді здійснював активний захист від шотландських набігів. Наприкінці 1420 або на початку 1421 року пошлюбив представницю аристократичного роду Монтегю, внаслідок чого в якості посагу отримав чверть частки володінь померлого до того Томаса Холланда, графа Кент. 1421 року разом з дружиною був присутній на коронації Катерини Валуа. 1425 року помирає батько. Призначається королем Генріхом V мировим суддею в Камберленді, Вестморленді та Даремі. Це суттєво посилило позиції роду Невілл на противагу роду Персі. У 1428 році після смерті тестя оголошений графом Солсбері (разом з дружиною). Також отримав чималі маєтності, ставши могутнім лордом Англії.
1431 року супроводжував короля Генріха VI до Франції. Того ж року призначається хранителем Східної Шотландської марки. 1436 року пішов з посад хранителя Східної та Західної Шотландських марок. Того ж року брав участь в кампанії свого швагера Річарда Йоркського у Франції (тривала Столітня війна). Брав участь у обороні Пікардії та Нормандії. 1437 року повернувся до Англії, де став членом Королівської ради
1440 року після смерті матері успадкував чималі земельні володіння. Водночас став спадкоємцем пожалувань, наданим батькам. Але це оскаржив небіж Річарда — Ральф. Лише 1443 року відбувся поділ земельна користь Річарда Невілла. Того ж року знову стає хранителем Західної Шотландської марки.
1448 року з початком нової війни з Шотландією посилився конфлікт з Генрі Персі, графом Нортумберлендом, який діяв самостійно та порушував до того ж привілеї Річарда Невілла. В результаті англійці зазнали поразки в битві біля Сарку, а землі Західної Шотландської марки зазнали пограбування. 1453 року землі Невілл було атаковано Томасом Персі, бароном Егремон, внаслідок чого почалася війна між родами. Королівська влада не була в змозі її зупинити.
1452 року вів перемовини з Річардом, герцогом Йоркським щодо владнання протиріч з королем. При цьому підтримував останнього. Втім в наступні три роки через підтримку Генріхом VI роду Персі перейшов на бік герцога Йорка. Підтримав призначення того у 1454 році протектором. 1455 року на дяку отримав посаду лорд-канцлера. Це дозволило тому перейти у наступ проти роду Персі. Того ж року відзначився у Першій битві при Сен-Олбансі, що стала початком війни Червоної та Білої троянд. Втім у 1458 році долучився до групи лордів, що намагалися замирити Річарда Йорка та короля, втім марно. 1459 року на чолі власних військ завдав поразки прихильникам короля в битві при Блор-Хіт. Втім того ж року герцог Йорк зазнав поразки в битві біля Ладфордського мосту, внаслідок чого Річард Невіл втік до Кале, а Річард Йоркський до Ірландії.
1460 року повернувся до Англії, де брав участь в битві при Нортгемптоні, де королівське військо зазнало поразки. Того ж року в битві біля Вейкфілда йорксисти зазнали нищівної поразки, син Річарда — Томас загинув, а сам граф Солсбері потрапив у полон. Того ж дня на полі бою разом з іншими знатними полоненими його було страчено.

## Родина
Дружина — Аліса, донька Томаса Монтегю, 4-го графа Солсбері
Діти:
- Джоан (бл. 1424—1462), дружина Вільяма ФітцАлана, 16-го графа Арундела
- Сесіль (бл. 1425—1450), дружина Генрі Бошама, 1-го герцога Ворвіка
- Річард (1428—1471), граф Солсбері і граф Ворвік
- Томас (бл. 1429—1460)
- Аліса (бл. 1430—1503), дружина барона Генрі ФітцҐ'ю. Прабабуся королеви Катерини Парр
- Джон (бл. 1431—1471), 1-й маркіз Монтегю
- Джордж (1432—1476), архієпископ Йорка і канцлер Англії
- Елеонора (бл. 1438 — до 1472), дружина Томаса Стенлі, 1-го графа Дербі
- Ральф (1440)
- Катерина (1442—1504), дружина: 1) Вільяма Бонвілла, 6-го барона Гарінгтона; 2) Вільяма Гастінґса, 1-го барона Гастінґса
- Маргарита (бл. 1444—1506), дружина Джона де Вера, 13-го графа Оксфорда.
- Роберт (1446)